# Tirà diademat fosc
El tirà diademat fosc (Silvicultrix frontalis) és un ocell de la família dels tirànids (Tyrannidae).

## Hàbitat i distribució
Habita vessants brollades i sotabosc, localment per l'est dels Andes de Colòmbia. Andes des de Colòmbia, cap al sud, a l'oest i est de l'Equador i est del Perú.